# Bandera de Montenegro
La bandera de Montenegro és de color vermell amb una vora daurada i l'escut de Montenegro al centre. Va ser adoptat oficialment el 13 de juliol de 2004, quan l'aleshores República de Montenegro era un constituent de la Unió Estatal de Sèrbia i Montenegro, i la seva especificació precisa es va estandarditzar el 16 de setembre de 2004. La bandera es va mantenir després de la independència de Montenegro el 2006, i va ser ordenada per l'article 4 de la Constitució de Montenegro aprovada el 2007.
L'escut d'armes va ser el blasó del rei Nicolau I de Montenegro, però no s'han recuperat les seves inicials HI (alfabet ciríl·lic).

## Història
Des del 31 de desembre de 1946, s'utilitzà la mateixa bandera de la República Federal Socialista de Iugoslàvia, de la que Montenegro formava part, que consistia en una bandera tricolor amb els colors paneslaus i una estrella vermella al centre. Aquesta bandera, idèntica a la bandera de Sèrbia, va ser substituïda el 1992.

## Galeria de banderes històriques

Regne de Montenegro (1910-1918)
Regne de Montenegro (1941-1944)
República Socialista de Montenegro (1945-1992)
Bandera de Montenegro (1992-2004)